# Endostemon gracilis
Endostemon gracilis là một loài thực vật có hoa trong họ Hoa môi. Loài này được (Benth.) M.R.Ashby mô tả khoa học đầu tiên năm 1936.